# Avenay
Avenay (av.nɛⓘ) es una comuna francesa situada en el departamento de Calvados, en la región de Normandía.

## Demografía
| 238 | 293 | 302 | 372 | 384 | 406 | 572 |
| Para los censos de 1962 a 1999 la población legal corresponde a la población sin duplicidades (Fuente: INSEE [Consultar]) |     |     |     |     |     |     |